# San Manuel Amphitheater

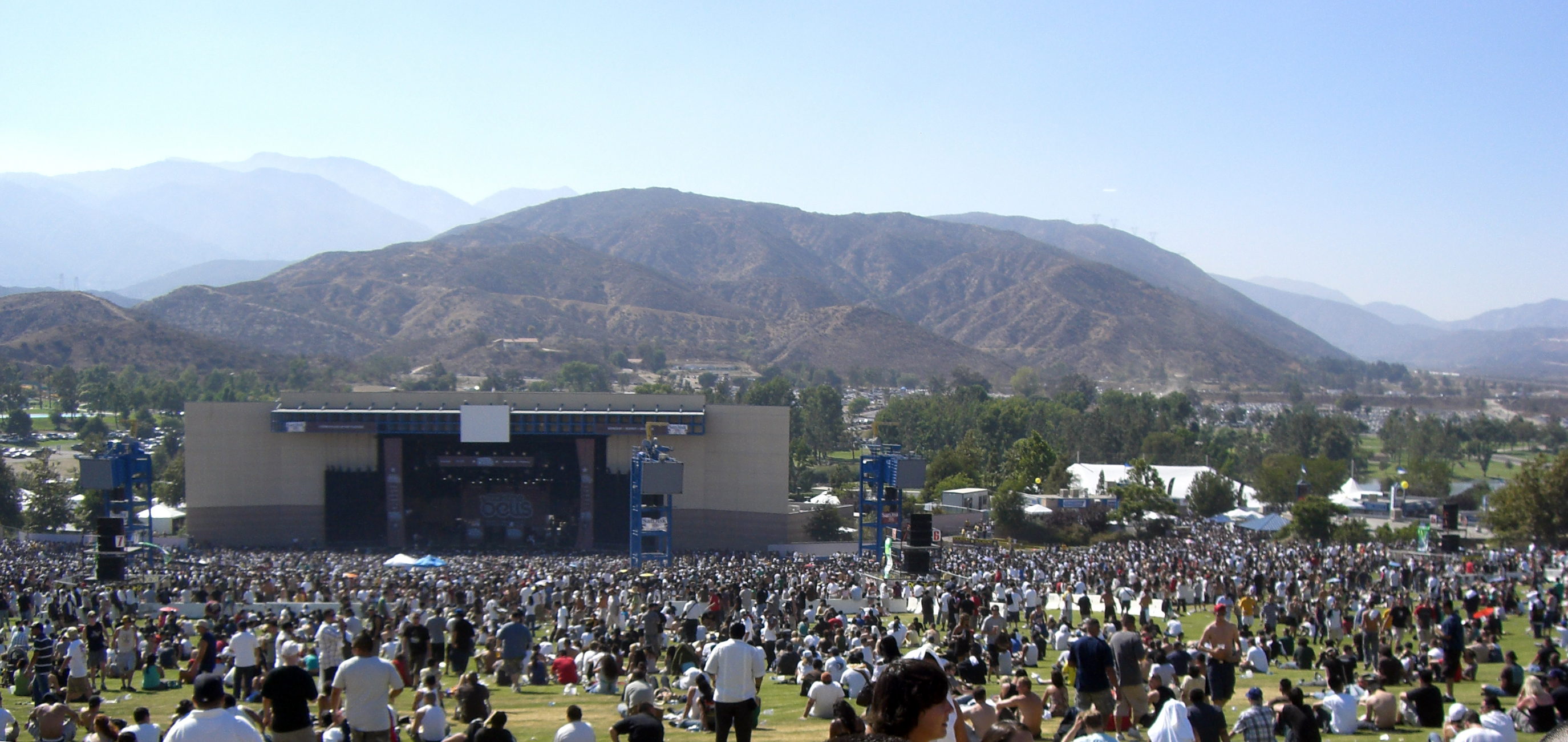
San Manuel Amphitheater in Devore, San Bernardino County, California

Das San Manuel Amphitheater ist eine Open-Air-Bühne in San Bernardino, Kalifornien, USA. Die ursprünglich als „Glen Helen Pavilion“ bekannt gewordene Anlage wurde 1982 gebaut und wurde 2008 nach dem „San Manuel Indian Casino“ umbenannt. In der Zwischenzeit wurde die Anlage auch „Blockbuster Pavilion“ und „Hyundai Pavilion“ genannt.

## Gelände
Das Gelände in den Hügeln des Glen Helen Regionalparkes hat die Form eines Amphitheaters und bietet Platz für 65.000 Zuschauer im Freien. Damit gilt es als die größte Freilichtbühne der Vereinigten Staaten. Es gibt 10.900 Sitzplätze auf fest montierten Stühlen direkt vor der Bühne und 54.100 Plätze dahinter in Blöcke aufgeteilt auf dem Rasen.

## Veranstaltungen

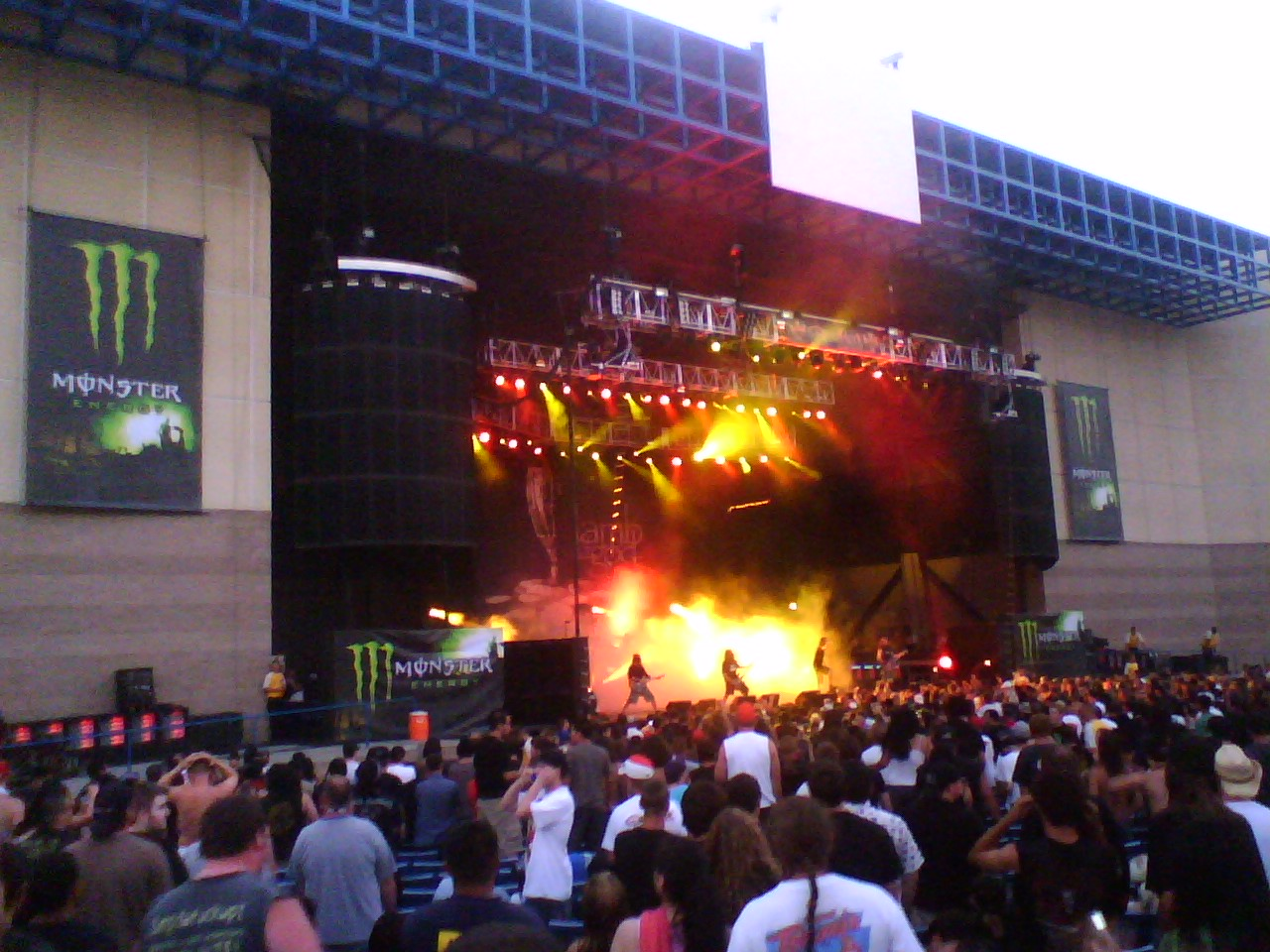
„Lamb of God“ 2007 beim Ozzfest-Musikfestival

Die Konzertsaison des Amphitheaters beginnt im März und endet im November, für die Wintersaison ist der Platz geschlossen.
Zu den bekannten Musikfestivals, die im San Manuel Amphitheater Station gemacht haben, gehören:
Anger Management Tour, Area Festival, Battle of San Bernardino Festival, Crüe Fest, Crüe Fest 2, Family Values Tour, Gigantour, H.O.R.D.E. Festival, Identity Festival, Knotfest, KROQ, LA Invasion Festival, Mayhem Festival, Ozzfest, Projekt Revolution, Rock & Roll Blowout Festival, Rock the Bells Festival, Smokeout Music Festival und Tina Turner bei ihrer What's Love? Tour am 15. September 1993.